# شهرستان هاسکوفو
شهرستان هاسکوفو (به بلغاری: Haskovo Municipality) یک شهرستان در بلغارستان است که در استان خاسکوو واقع شده‌است. شهرستان هاسکوفو ۷۳۹٫۸ کیلومتر مربع مساحت و ۹۴٬۱۵۶ نفر جمعیت دارد.

## خواهرخوانده
شهرهای ادرنه، استیبیا، لستر، شاتورا، Wieden و ویزئو خواهرخوانده‌های شهرستان هاسکوفو هستند.